# Kiscsősz
Kiscsősz (vyslovováno [kiščés]) je malá vesnička v Maďarsku v župě Veszprém, spadající pod okres Devecser. Nachází se asi 16 km severozápadně od Devecseru. V roce 2015 zde žilo 111 obyvatel. Dle údajů z roku 2011 tvoří 91,3 % obyvatelstva Maďaři a 1 % Němci, přičemž 8,7 % obyvatel se k národnosti nevyjádřilo.
Sousedními vesnicemi jsou Csögle a Iszkáz.